# 帝京大学福祉・保育専門学校

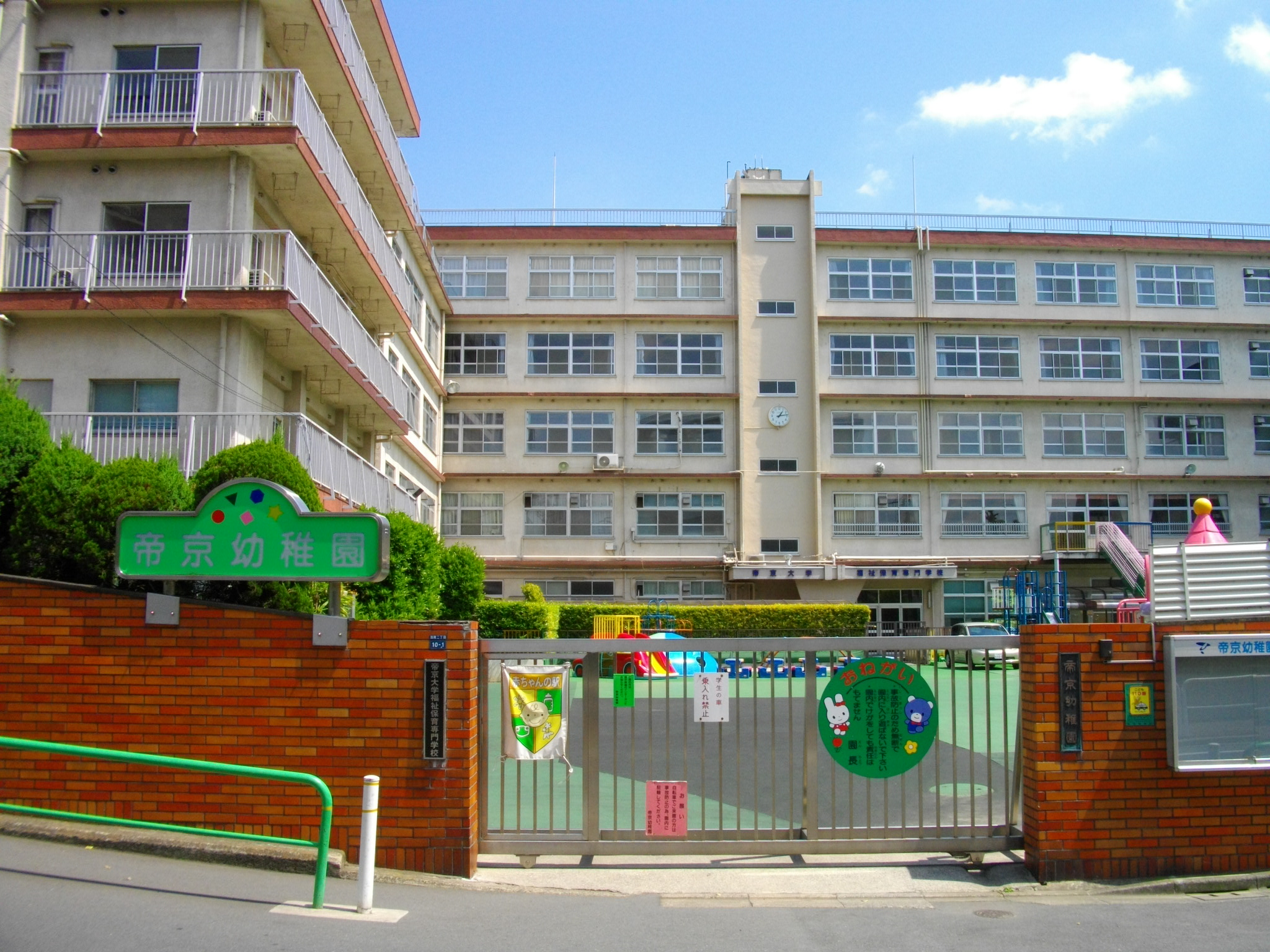
帝京大学福祉・保育専門学校

帝京大学福祉・保育専門学校（ていきょうだいがくふくしほいくせんもんがっこう）は、かつて東京都板橋区にあった介護福祉士・幼稚園教員・保育士を養成する専門学校。設置者は学校法人帝京大学。

## 沿革
- 1967年 - 帝京大学附属幼稚園教員養成所として開校
- 1968年 - 帝京大学附属保母・幼稚園教員養成所（第二部）への名称変更
- 1982年 - 校名を帝京大学保母・幼稚園教員養成所（教員養成専門課程）に改称
- 1989年 - 帝京大学附属保母･幼稚園教員養成所に介護福祉士養成科を設置、校名を帝京大学福祉・保育専門学校（教員養成専門課程・社会福祉専門課程）と改称
- 2011年 - 閉校

## 設置学科
- 学科
  - 介護福祉士養成科（昼間部、授業開講時間8:40 - 16：30）（募集停止中）
  - 幼稚園教員・保育士養成科（夜間部、授業開講時間17：40 - 20：50）（募集停止中）

## 校長
- 服部郁子（ - 2006年3月まで）
- 沖永恵津子（2006年4月 - 閉校時まで）

## 所在地
- 〒173-8605 東京都板橋区加賀2-11-1

## 交通アクセス
- JR埼京線 十条駅より徒歩10分
- 都営地下鉄三田線 板橋本町駅より徒歩10分